# Герб Смоленского воеводства
Герб Смоленского воеводства (пол. Herb województwa smoleńskiego) — официальный символ Смоленского воеводства Великого княжества Литовского и Речи Посполитой.
В 1404 году Витовт занял Смоленск и окончательно присоединил его к Литве как «Смоленскую землю». В 1507 году создано воеводство и практически сразу же его герб появляется на печати Стефана Батория.

## Описание
Описание герба воеводства:

«В серебряном поле красное знамя с тремя оконечностями в столбец. Древко и наконечник в виде креста золотые».

## История
При Витовте на печатях Великого княжества Литовского обязательно изображался идущий медведь, как символ Смоленской земли. Судя по старинным гербовникам, медведь был белым, и цвет щита — красным. В европейской геральдике XV—XVI веков медведь мог обозначать «дикие», «глухие» земли, населённые иноязычным или иноверческим населением. О том, что это именно Смоленский герб говорят и подписи к гербам: на печати Стефана Батория, где герб в виде медведя с ошейником подписан Smolen, на литовской печати польского короля Сигизмунда I в нижней части изображён идущий медведь в ошейнике и подписью Smolne (Смоленский).
В рукописи Яна Длугоша «Insignia seu clenodia Regis et Regni Poloniae» (1464—1480) имеется описание герба Смоленской земли в составе Великого княжества Литовского: в серебряном поле красное знамя с тремя оконечностями в столбец, древко и наконечник в виде креста золотые. В рукописи Stemmata Polonica (ок. 1555 г.) из «Библиотеки Арсенала» в Париже описание Длугоша сопровождено иллюстрацией.
После создания Смоленского воеводства в 1508 году вносятся соответствующие изменения и на печатях. Смоленское знамя остаётся на больших Литовских печатях до окончания существования ВКЛ.
В Польше геральдику Литовского княжества узнавали из третьих рук. Именно этим, вероятно объясняется, что древко знамени стало посохом: «Воеводство Смоленское в гербе имеет красную хоругвь, золотой посох в сером поле».

Герб Смоленской земли в составе ВКЛ
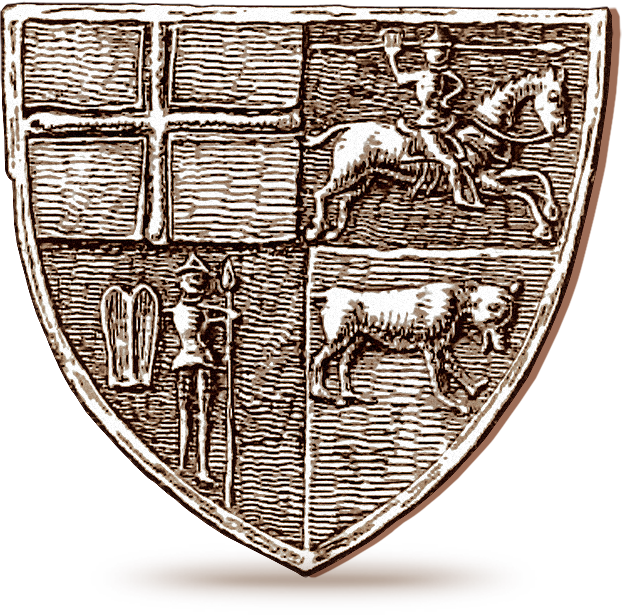
Герб с печати Вел. кн. Литовского Витовтa со Смоленским медведем. 1404 г.
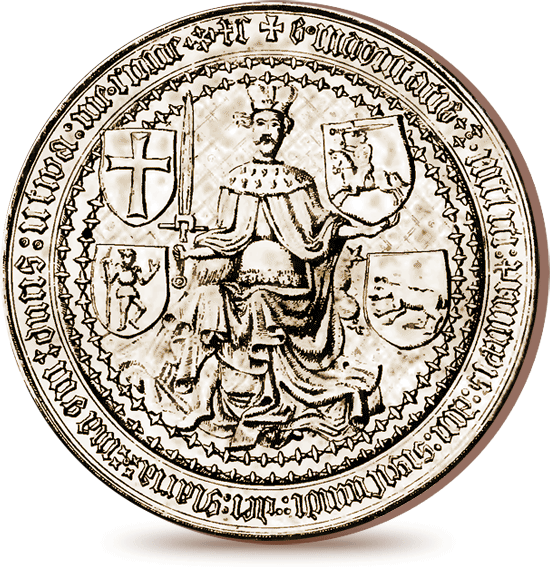
Печать Сигизмунда Кейстутовича, Вел. кн. Литовского. 1437 г.
Прорисовка герба Смоленщины (Smollenghe) из гербовника Armorial Lyncenich, 1430-е годы
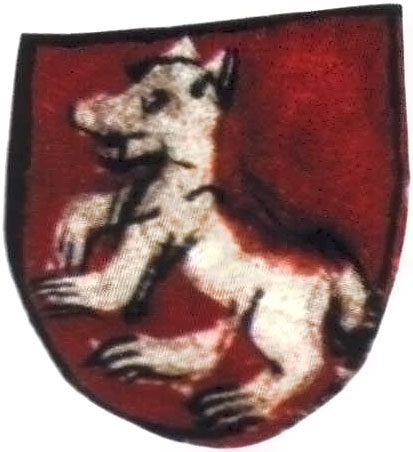
Герб Смоленской земли из гербовника «Кодекса Бергшамара». Примерно 1435 г.

Гербы Смоленского воеводства в литовской геральдике
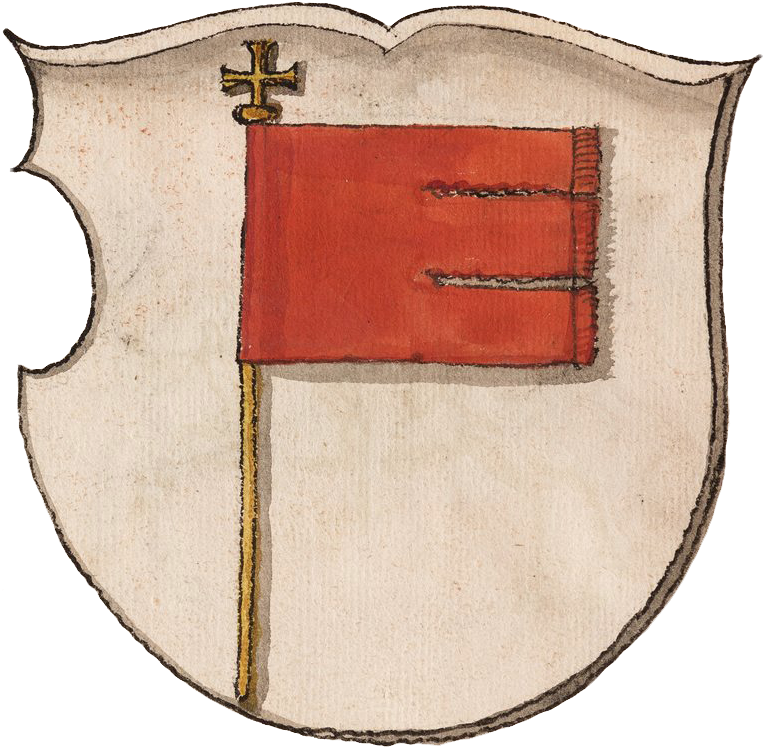
Герб воеводства из рукописи Stemmata Polonica второй половины XVI века
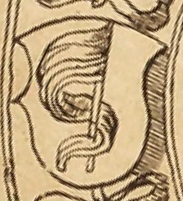
Из польского издания Статута Великого княжества Литовского 1588 года
Герб с большой Литовской печати Яна III Собеского. 1676
Прорисовка герба с печати Великого князя Литовского Станислава Августа.

Гербы Смоленского воеводства в польской геральдике
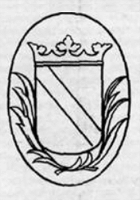
Номинальная «печать воеводства смоленского». 1668 год
Из гербовника польского геральдиста Каспера Несецкого. Издание 1839 года
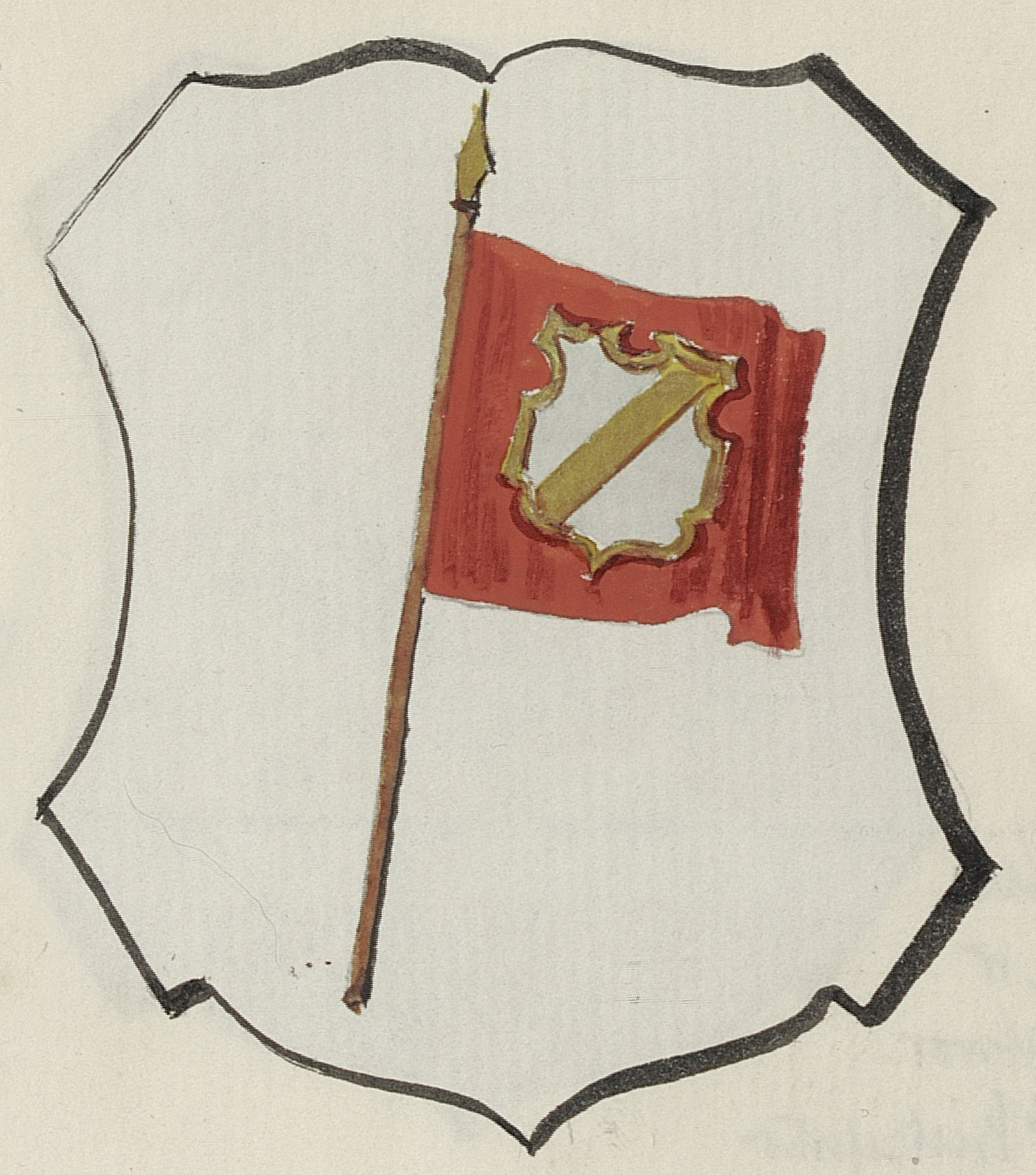
Из польского гербовника конца XIX века
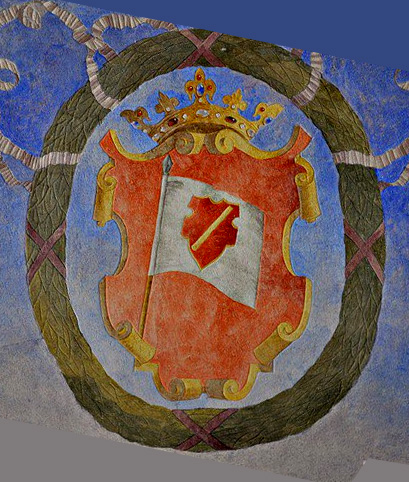
В Посольском зале Королевского замка в Варшаве